# 白马街道 (芜湖市)
白马街道，是中华人民共和国安徽省芜湖市弋江区下辖的一个乡镇级行政单位。

## 行政区划
白马街道下辖以下地区：
石硊社区、白马村、塔影村、义兴村、新义村、新大垾村、牌坊村、清竹村和新山村。